# Ashdown (Arkansas)
|  | Dieser Artikel wurde aufgrund von inhaltlichen Mängeln auf der Qualitätssicherungsseite des Projektes USA eingetragen. Hilf mit, die Qualität dieses Artikels auf ein akzeptables Niveau zu bringen, und beteilige dich an der Diskussion! Eine nähere Beschreibung der zu behebenden Mängel fehlt. |

Ashdown ist eine City in und Sitz der Countyverwaltung des Little River Countys im US-Bundesstaat Arkansas. Die Gesamtfläche des Ortes beträgt 18,5 km². Das U.S. Census Bureau hat bei der Volkszählung 2020 eine Einwohnerzahl von 4.261 ermittelt.
Ashdown ist Teil der sozioökonomischen Region Ark-La-Tex, die Teile der Bundesstaaten Arkansas, Louisiana, Oklahoma und Texas umfasst.

## Demografie
Bei der Volkszählung im Jahr 2000 hatte der Ort 4781 Einwohner, die sich auf 1880 Haushalte und 1287 Familien verteilten. Die Bevölkerungsdichte betrug somit 259,6 Einwohner/km². 62,85 % der Bevölkerung waren weiß, 34,09 % afroamerikanisch. In 32,5 % der Haushalte lebten Kinder unter 18 Jahren. Das Durchschnittseinkommen betrug 26.754 US-Dollar pro Haushalt, wobei 18,9 % der Bevölkerung unterhalb der Armutsgrenze lebten.

## Geschichte
Das Little River County wurde aus Gebieten der Sevier- und Hempstead-Countys 1867 gegründet. 1906 wurde der Verwaltungssitz des Countys von Foreman nach Ashdown verlegt.
1907 entstand ein neues Gerichtsgebäude. 1912 gab es einen Eisenbahnanschluss. Danach folgten Elektrizität und Telefon.
Ashdon litt unter der großen Depression und etliche Farmer verkauften notgedrungen in den 1930er Jahren ihr Land.

## Persönlichkeiten
- Robert S. Sikes (* 1961), Mammaloge